# Burnt Mills
Burnt Mills es un lugar designado por el censo ubicado en el condado de Montgomery en el estado estadounidense de Maryland. En el Censo de 2020 tenía una población de 3592 habitantes y una densidad poblacional de 1662,96 habitantes por km². Fue incluido como CDP en el censo de 2020. 

## Geografía
Burnt Mills se encuentra ubicado en las coordenadas 39°02′04″N 77°00′05″O / 39.03444, -77.00139. Según la Oficina del Censo de los Estados Unidos,  tiene una superficie total de 2,16 km², todos correspondientes a tierra firme.